# Gabriela DeBues-Stafford
Gabriela DeBues-Stafford (London, Ontario; 13 de septiembre de 1995) es una atleta de fondo canadiense especializada en medias distancias (800 y 1500 metros) y 5000 metros.

## Vida personal
Hija de James Stafford y Maria Luisa Gardner, DeBues-Stafford tiene, además de su hermana Lucia Stafford, un hermano mayor, Nicholas. Su madre falleció debido a la leucemia cuando ella tenía 13 años. Tanto Gabriela como Lucia son trilingües y hablan inglés, francés y español.
DeBues-Stafford es bisexual. Se tiñó el cabello con los colores del arcoíris para la temporada atlética de 2021 debido a su asociación con la comunidad LGBT. Conoció a Rowan DeBues mientras se mudaba a su dormitorio en la Universidad de Toronto, y se casaron en 2019, cada uno con apellidos con guiones.
Formada en el Toronto French School, fue alumna de la Universidad de Toronto, donde estudió Psicología y fue miembro del equipo universitario Toronto Varsity Blues.

## Carrera deportiva
Nació en la ciudad de London, en la provincia canadiense de Ontario. Su padre James Stafford fue un ex corredor competitivo y representó a Canadá en cuatro Campeonatos Mundiales de Campo a Través. Ella y su hermana menor, Lucía, se entrenaron inicialmente en bailes irlandeses competitivos, pero DeBues-Stafford pasó a correr, y luego Lucía se unió para pasar más tiempo con su padre y su hermana. Ambas hermanas fueron diagnosticadas con la enfermedad de Graves-Basedow cuando eran adolescentes, aunque el caso de Gabriela resultaría más manejable que el de Lucía en los años venideros, lo que dificultaría la carrera atlética de esta última.
En el instituto, DeBues-Stafford ganó el torneo de atletismo de campo a través organizado por la Federación de Asociaciones Atléticas Escolares de Ontario. Posteriormente fue aceptado para estudiar Psicología en la Universidad de Toronto, en el Victory's College, tiempo durante el cual compitió para el equipo universitario. En 2015 hizo su primera aparición en un campeonato internacional sénior, ganando la medalla de plata en el evento femenino de 1500 metros en la Universiada, celebrada en Gwangju (Corea del Sur).
En 2016 compitió en los 1500 m femeninos en el Campeonato Mundial de Atletismo en Pista Cubierta celebrado en la ciudad de Portland (Estados Unidos), terminando duodécima en las eliminatorias, con un tiempo de 4:11,46 minutos, y quedando fuera de la final. En el mes de julio fue notificada oficialmente como miembro del equipo olímpico canadiense para los Juegos Olímpicos de Río de Janeiro. Volvió a correr en los 1500 m, colocándose novena en su serie, vigésimo quinta en la general, pero sin lograr avanzar a las semifinales de la competición.
Al año siguiente, hizo su debut en el Campeonato Mundial de Atletismo que tuvo lugar en Londres (Reino Unido), donde cayó en las semifinales de 1500 m con un tiempo de 4:08,51 minutosy n o pasó a la final.
En una serie de apariciones en campeonatos en 2018, DeBues-Stafford compitió por Canadá en el Campeonato Mundial de Atletismo en Pista Cubierta de Birmingham y los Juegos de la Mancomunidad de ese año, no avanzando más allá de las eliminatorias en ninguno de los casos. En el Campeonato Nacac celebrado en Toronto sí llegó a la final y se colocó al cuello la medalla de bronce, con un tiempo de 4:07,36 minutos. Mientras competía en la prueba de Birmingham de la Liga de Diamante de esa temporada, conoció al entrenador Andy Young y acordó mudarse para entrenar en Glasgow, formando parte del equipo que ya incluía a atletas como la británica Laura Muir.
DeBues-Stafford disfrutó de un sólido 2019, rompiendo los récords nacionales de milla interior y 5000 metros, y los récords de 1500 metros, millas y 5000 metros en exterior. Continuaría sumando el récord de 1500 metros indoor en 2020. Haciendo su segunda aparición mundial en el Campeonato Mundial de Atletismo de 2019 en Doha, avanzó a la final en el evento femenino de 1500 metros y quedó sexta con un tiempo de 3:56,12 minutos. Al hacerlo, logró su objetivo previamente establecido de correr en la final en un tiempo de menos de cuatro minutos. Luego comentó que "realmente creía que tenía la oportunidad de ganar una medalla, incluso a 200 metros de la meta", pero que "una vez que llegué a la recta final, supe que no la tenía". Después de esto, se mudó para entrenar en el Bowerman Track Club de Portland con Shalane Flanagan.
Con la pandemia de coronavirus retrasando un año los Juegos Olímpicos de Tokio 2020, DeBues-Stafford continuó entrenando con un enfoque en el trabajo de fuerza y resistencia. Cuando comenzó la temporada de 2021, rompió la barrera de 1 minuto 59 segundos en el evento de 800 metros del Portland Track Festival, convirtiéndose en una de las tres únicas mujeres en el mundo que han corrido por debajo de 1:59 en los 800 metros, 3:57 en los 1500 metros y 14:45 en los 5000 metros. Nuevamente, fue convocada por el Comité canadiense para el equipo olímpico, esta vez junto a su hermana Lucía. Ambas compitieron en el evento femenino de 1500 m en Tokio, con Gabriela avanzando a la final del evento, mientras que Lucía terminó decimotercera en las semifinales, por poco faltando entre las doce finalistas. Gabriela logró quedar en la quinta plaza de la final, llevándose el diploma olímpico, con un tiempo de 3:58,93 minutos.

## Resultados por competición

### Por temporada
| Representando a Canadá | Representando a Canadá                            | Representando a Canadá | Representando a Canadá | Representando a Canadá | Representando a Canadá |
| ---------------------- | ------------------------------------------------- | ---------------------- | ---------------------- | ---------------------- | ---------------------- |
| Año                    | Competición                                       | Lugar                  | Puesto                 | Modalidad              | Marca (min.)           |
| 2013                   | Campeonatos Panamericanos de Atletismo Sub-20     | Cali                   | 8.ª                    | 1500 metros            | 4:53,35 min.           |
| 2014                   | Campeonato Mundial Júnior de Atletismo            | Eugene                 | 9.ª                    | 3000 metros            | 9:14,97 min.           |
| 2015                   | Universiada                                       | Gwangju                | 2.ª                    | 1500 metros            | 4:19,27 min.           |
| 2016                   | Campeonato Mundial de Atletismo en Pista Cubierta | Portland               | 5.ª (H2)               | 1500 metros            | 4:11,46 min.           |
| 2016                   | Juegos Olímpicos                                  | Río de Janeiro         | 9.ª (H2)               | 1500 metros            | 4:09,45 min.           |
| 2017                   | Liga de Diamante - Golden Gala                    | Roma                   | 11.ª                   | 1500 metros            | 4:04,87 min.           |
| 2017                   | Campeonato Mundial de Atletismo                   | Londres                | 12.ª (SF2)             | 1500 metros            | 4:08,51 min.           |
| 2018                   | Campeonato Mundial de Atletismo en Pista Cubierta | Birmingham             | 5.ª (H1)               | 1500 metros            | 4:09,94 min.           |
| 2018                   | Juegos de la Mancomunidad                         | Gold Coast             | 6.ª (H2)               | 1500 metros            | 4:09,59 min.           |
| 2018                   | Campeonato Nacac                                  | Toronto                | 3.ª                    | 1500 metros            | 4:07,36 min.           |
| 2018                   | Liga de Diamante - Birmingham Diamond League      | Birmingham             | 11.ª                   | 1500 metros            | 4:07,51 min.           |
| 2019                   | Liga de Diamante - BAUHAUS-Galan                  | Estocolmo              | 4.ª                    | 5000 metros            | 14:51,59 min.          |
| 2019                   | Liga de Diamante - Golden Gala                    | Roma                   | 5.ª                    | 1500 metros            | 4:01,28 min.           |
| 2019                   | Liga de Diamante - Athletissima                   | Londres                | 3.ª                    | 1500 metros            | 4:00,26 min.           |
| 2019                   | Liga de Diamante - Weltklasse Zürich              | Zúrich                 | 3.ª                    | 1500 metros            | 3:59,59 min.           |
| 2019                   | Liga de Diamante - Memorial Van Damme             | Bruselas               | 7.ª                    | 5000 metros            | 14:44,12 min.          |
| 2019                   | Campeonato Mundial de Atletismo                   | Doha                   | 6.ª                    | 1500 metros            | 3:56,12 min.           |
| 2021                   | Liga de Diamante - Golden Gala                    | Roma                   | 4.ª                    | 1500 metros            | 4:00,46 min.           |
| 2021                   | Juegos Olímpicos                                  | Tokio                  | 5.ª                    | 1500 metros            | 3:58,93 min.           |
| 2021                   | Liga de Diamante - Prefontaine Classic            | Eugene                 | 6.ª                    | 1500 metros            | 4:01,74 min.           |
| 2021                   | Liga de Diamante - Meeting de París               | París                  | 10.ª                   | 3000 metros            | 8:44,21 min.           |
| 2022                   | Campeonato Mundial de Atletismo en Pista Cubierta | Belgrado               | 4.ª                    | 3000 metros            | 8:42,89 min.           |

### Mejores marcas
| Disciplina                         | Marca              | Lugar      | Fecha                   |
| ---------------------------------- | ------------------ | ---------- | ----------------------- |
| 400 metros lisos (exterior)        | 59,76 s.           | Toronto    | 2 de agosto de 2020     |
| 600 metros lisos (pista cubierta)  | 1:33,38 min.       | Windsor    | 10 de enero de 2015     |
| 800 metros lisos (exterior)        | 1:58,70 min.       | Portland   | 29 de mayo de 2021      |
| 800 metros lisos (pista cubierta)  | 2:00,96 min.       | Glasgow    | 1 de febrero de 2020    |
| 1000 metros lisos (exterior)       | 2:42,23 min.       | Toronto    | 2 de agosto de 2020     |
| 1000 metros lisos (pista cubierta) | 2:42,47 min.       | Ottawa     | 23 de enero de 2016     |
| 1500 metros lisos (exterior)       | 3:56,12 min.       | Doha       | 5 de octubre de 2019    |
| 1500 metros lisos (pista cubierta) | 4:00,08 min.       | Nueva York | 8 de febrero de 2020    |
| 3000 metros lisos (exterior)       | 8:38,51 min.       | Phoenix    | 6 de febrero de 2021    |
| 3000 metros lisos (pista cubierta) | 8:33,92 min. (NR)  | Nueva York | 6 de febrero de 2022    |
| 5000 metros lisos (exterior)       | 14:44,12 min.      | Bruselas   | 6 de septiembre de 2019 |
| 5000 metros lisos (pista cubierta) | 14:31,38 min. (NR) | Glasgow    | 11 de febrero de 2022   |